# Знакова система
Знакова система є ключовим поняттям в семіотиці і використовується для позначення будь-якої системи знаків та відносин між знаками. Наукою, що займається знаковими властивостями і знаковими системами є семіотика, заснована Чарльзом Сендерсом Пірсом (1839—1914). На думку вченого «знак це деяке А, що позначає деякий факт чи об'єкт В, для деякої інтерпретувальної думки С». Знак,у баченні Пірса, заміщає собою щось, дотримуючись певної ідеї (stands for something to the idea), яку він виробляє або змінює. Він являє собою "засіб, що передає свідомості щось ззовні."
Термін мова часто використовується як синонім знакової системи. Однак термін знакова система вважається кращим перед терміном мова з ряду причин.
1. По-перше, вживання терміна мова має тенденцію нести з собою конотації людської мови, особливо людської розмовної мови. Розмовна мова людини — лише один приклад знакової системи; хоч, мабуть, одна із найскладніших знакових систем, відома.
У традиційних формах спілкування віч-на-віч людина спілкується через невербальні, а також словесні знакові системи; розмовно це можна віднести до мови тіла. Отже, люди багато спілкуються за допомогою мімічних рухів та інших форм вираження тіла. Такі вирази також є знаками, і організована колекція таких знаків вважатиметься знаковою системою.
Тон голосу в розмовному спілкуванні передає значення. Залежно від тону, словосполучення, наприклад «Вам це подобається», може означати, що оратор вважає, що слухачеві щось подобається, або це може бути питання, або це може передати невіру.
2. По-друге, та сама концепція знакової системи може бути використана при розгляді широкого спектру форм спілкування, таких як спілкування тварин, спілкування людина-машина, спілкування машина-машина та симптоми захворювання. Вивчення більш простих форм таких систем знаків всередині нелюдського спілкування може допомогти висвітлити деяку суть спілкування і, зокрема, може допомогти надати попередні відповіді на питання про природу та функції спілкування.

## Види знаків
- іконічні знаки (географічні карти, схеми, креслення)«…індексальні знаки відтворюють деякі умови сприйняття об'єкта, але після відбору, здійсненого на основі кодувпізнавання, і узгодження їх з наявними репертуаром графічних конвенцій»[2]
- індекси (слід від ступні, скло з отвором від кулі, вказівки пальцем на щось, знаки дорожнього руху);
- символи (слова, речення, математичні знаки)

## Види знакових систем
- Первинні — утворені предметами, явищами, властивостями оточувальної дійсності.
- Вторинні — відображення зовнішньої дійсності за допомогою людської свідомості.
- Штучні / природні.
- Детерміновані — елементи взаємодіють суворо визначеним і однозначним чином.
- Ймовірнісні — нежорсткий порядок слідування елементів.
- Одновимірні — складені однорідними елементами.
- Багатовимірні — складені неоднорідними елементами.
- Динамічні — рухомі.
- Статичні — нерухомі.